# 佐々木李子
佐々木 李子（ささき りこ、本名：同じ、1997年11月10日 - ）は、日本の声優、歌手、女優。ボーカルユニット「Re-connect」のメンバーである。旧芸名は佐々木莉子、Rico（リコ）。
秋田県秋田市出身、ハニカムエンタテインメントおよびテレビ朝日ミュージック所属。

## 来歴
幼少期より音楽と触れ合いながら育ち、小学2年生の時より本格的なボイストレーニングを始める。
2008年、小学5年生の時にミュージカル『アニー』オーディションに応募し、約9000人の応募の中アニー役に選ばれ、同年12月20日こどもの城 青山劇場で行われたイベントでファンの前に登場する。2009年4月25日より飯塚萌木とのダブルキャストでアニー役を演じる。
2013年、テイチクエンタテインメントの創立80周年記念新人オーディション「勝ち取れCDデビュー」に応募し、東北地区代表に選ばれる。そして、3836人の応募の中でグランプリを獲得。同年7月8日、佐々木莉子名義でクレドプロモーション所属となる。IMPERIAL RECORDSよりRico名義で、2014年7月23日にシングル『Come & Get It!!』で歌手デビュー。
単身で仙台へ引っ越し、常盤木学園高等学校に入学し音楽科声楽科専攻する。2016年3月、同校卒業。卒業後は上京し、声優の専門学校へ進学。同年3月10日より活動名義をRicoから本名である佐々木李子に変更。
2016年、NHK東北復興アニメ『想いのかけら』のみちる役で声優デビュー、テレビアニメ『美少女遊戯ユニット クレーンゲール』の響子役で初主演を果たす。同年6月22日、ビクターエンタテインメントよりトリプルA面シングル『カサブタ/想いのかけら/ドリームクライマー』でメジャーデビュー。
2018年から2019年3月末までKyocoとのボーカルユニット『Re-connect』としても活動していた。
2024年、所属レーベルをLantisへ移籍。同年4月放送開始のテレビアニメ『リンカイ!』のオープニングテーマ「Windshifter」をバンダイナムコミュージックライブ（Lantis）よりリリース。
2025年2月、公式ファンクラブ「MottoRico!」を開設。

## 人物
- イリナ・ミュージカル・アカデミーの第一期生（アドバンストクラス）[29]。同期に元AKB48メンバーで女優の岩田華怜がいる。
- ミュージカル『アニー』オーディションは3度目の挑戦で合格した[18]。また、抜群の歌唱力で周りを圧倒し、苦手だったダンスも合格後は上達するなど、努力家である。オーディションのメイキング番組では「病気の妹のためにも舞台でアニーを頑張って演じたい。」と言い、アニーへの思いの強さを見せた。
- 好物は白子[30]。
- 幼少期から『プリキュアシリーズ』を見てきており[31][32]、高校時代には『プリティーシリーズ』第2作『プリパラ』のアーケードカードゲームに熱中し小遣いを注ぎ込んだと語っている[33]。後に『プリパラ』の後継作である『キラッとプリ☆チャン』でだいあ/虹ノ咲だいあとして出演、『デリシャスパーティ♡プリキュア』では後期エンディングテーマを歌うなど[32]、かつてファンだった両シリーズに声優・歌手として関わりを持つようになった。

## 出演
太字はメインキャラクター。

### テレビアニメ
2016年
- 想いのかけら（みちる）
- 美少女遊戯ユニット クレーンゲール（響子） - 2シリーズ
- カードファイト!! ヴァンガードG ストライドゲート編（少年3）
- ナゾトキネ（うど花ちゃん）

2017年
- ALL OUT!!（女子生徒）
- ラブ米 -WE LOVE RICE-（グル江） - 2シリーズ
- クリオネの灯り（ナナミ/雪音七海）
- 女川中バスケ部 5人の夏（アンナ）

2018年
- 邪神ちゃんドロップキック（2018年 - 2023年、ぽぽろん、魔獣10、四郎の姉） - 4シリーズ + 特別編

2019年
- キラッとプリ☆チャン（2019年 - 2021年、だいあ / 虹ノ咲だいあ） - だいあのモーションアクターも兼任
- KING OF PRISM -Shiny Seven Stars-（女子）

2020年
- あーばんれじぇんだーず（アダラ）
- ラブライブ!虹ヶ咲学園スクールアイドル同好会（2020年 - 2022年、生徒会書記） - 2シリーズ
- デュエル・マスターズ キング（アン・ラッキー）

2021年
- かげきしょうじょ!!（山田彩子）

2022年
- リーマンズクラブ（戸毬彩佳、碓山恵）

2023年
- とんでもスキルで異世界放浪メシ（リタ）
- ワールドダイスター（流石知冴）
- 青のオーケストラ（豊田）
- BanG Dream! シリーズ（2023年 - 2025年、三角初華 / ドロリス） - 2シリーズ
- 七つの大罪 黙示録の四騎士（エルバ）

2024年
- リンカイ!（久留米美虹）
- ワンルーム、日当たり普通、天使つき。（アナウンス）

2025年
- 日本へようこそエルフさん。（獣人の子供 / ミュイ）
- 全修。（町民たち）
- 異世界黙示録マイノグーラ〜破滅の文明で始める世界征服〜（エムル）

### 劇場アニメ
- ゴーちゃん。〜モコとちんじゅうの森の仲間たち〜（2017年、看護師）
- KING OF PRISM ALL STARS -プリズムショー☆ベストテン-（2020年、観客）

### Webアニメ
- 爆丸エボリューションズ（2022年 - 2023年、オムニビア・サイクス[53]）

### ゲーム
2016年
- STARLY GIRLS ‐Episode Starsia-（ルナ、チタニア〈台湾版〉）

2017年
- 塔亰Clanpool（東條アキラ）
- デスティニーチャイルド（モフモフ）

2018年
- ドールズオーダー（アグラヴェイン、ヘラヴィー）
- 紡ロジック（野崎美麗）
- 竜星のヴァルニール（チキータ）

2019年
- VARIABLE BARRICADE（2019年 - 2020年、椎名琉羽） - 2作品
- キラッとプリ☆チャン（だいあ）

2020年
- Death end re;Quest2（マコト・フランパー）
- 邪神ちゃんドロップキック 〜神保町放置⼤作戦〜（ぽぽろん）
- ドラゴンクエスト ダイの大冒険 クロスブレイド（マイ勇者）
- ラブライブ! スクールアイドルフェスティバル ALL STARS（佐藤右月）

2022年
- 誰ソ彼ホテル Re:newal（金子このみ〈歌〉）
- オーバーナイトティ（みもり・マスカットティ）
- 蒼き雷霆 ガンヴォルト 鎖環（レイラ、ルクシア）

2023年
- ワールドダイスター 夢のステラリウム（流石知冴）
- バンドリ！ガールズバンドパーティ！（三角初華）

2024年
- GUNVOLT RECORDS 電子軌録律（ルクシア）
- Tokyo 7th シスターズ THE SKY’S THE LIMIT（アリナ・ライスト）
- カルドアンシェル（レイラ、ルクシア）
- レスレリアーナのアトリエ 〜忘れられた錬金術と極夜の解放者〜（ディオーナ）

2025年
- PROGRESS ORDERS（アナスタシア）
- ROAD59 -新時代任侠区- 摩天楼モノクロ抗争（一色綾世）

### ドラマCD
- らせんかいろ〜Step Up〜（2017年、ひま〈ヒマワリ〉[74]）
- 幕末Rock虚魂（2020年、和泉式部[75]）
- マリスの晩餐 Music Selection マリス盤付属朗読CD「マリスの晩餐」（2020年、ミラ）

### ラジオ
※はインターネット配信。
- 冨田奈央子のアフタースクールらじお（2013年、IBCラジオ） - 不定期レギュラー[14][76]
- みさき ＆ Rico に アンダーエイジが・・・（2014年、エフエム岩手）[77] - 臼澤みさき、アンダーエイジと共演
- みさりこラジオ（2014年 - 2017年、IBCラジオ・TBCラジオ・ABS秋田放送・おおつちさいがいエフエム） - 臼澤みさきと共演
- Ricoの『こぴらじ』（2014年 - 2015年、AIR-G'）[78]
- 佐々木李子の『ラジオりこち！』（2022年 - 、YouTube※）
- ANISON EXPO Supported by Bandai Namco Music Live（2023年、TOKYO FM） - 6月度月替わりパーソナリティ[79]
- 佐々木李子のリコサカ！（2024年 - 、FM NACK5） - FAV FOUR水曜日内[80][81]
- 佐々木李子のガチャリコ（2025年 - 、ニコニコチャンネルプラス※[82]）

### ラジオドラマ
- ラジオドラマ「クリオネの灯り」（2017年、HiBiKi Radio Station） - ナナミ[83]
- FMシアター「おかえり」（2018年、NHK-FM） - 及川かすみ[84]）

### 舞台
- ミュージカル赤毛のアン仙台公演（2008年） - グリーンゲーブルズ
- ヤマハ・ミュージックレボリューション（2008年） 奨励賞受賞
- アニー・クリスマスコンサート（2008年 - 2010年）
- アニー（2009年） - 主演・アニー 役
- CAPTAIN LOUIE Jr Trick or Treat 〜ハロウィンの夜のミラクル（2010年） - ルイ 役[14]
- ミュージカル「ヤイレス」（2012年11月14日[14]）
- 「Seussical」ゾウのホートンと小さな国（2013年6月28日・29日、仙台市太白区文化センター楽楽楽ホール[85]）
- ミュージカル『VOICE』（2022年） - ヒロイン・セイミー 役（Harmony公演出演[86]） - 公演中止
- 舞台「かげきしょうじょ!!」（2023年10月18日 - 22日、こくみん共済 coop ホール / スペース・ゼロ） - 山田彩子 役[87]
  - 舞台「かげきしょうじょ!!」第3章 The Final（2025年11月1日 - 5日〈予定〉、三越劇場）[88]
- 朗読劇「ネコたん！〜猫町怪異奇譚〜」（2024年5月12日、あうるすぽっと） - 財部梨杏 役[89]
- 朗読劇「白きは沈黙の街で」（2024年11月16日・17日、CBGKシブゲキ!!） - カーネリア 役[90]
- 朗読劇「美術室に置き去りにされた天使－再演－」（2025年4月5日、シアターサンモール） - 主演・ひまわり 役[91][92]
- 朗読劇「ネコたん！弐 ぷらす 〜猫町怪異奇譚〜」仮面遊戯殺猫事件（2025年6月17日、あうるすぽっと） - 財部梨杏 役[93]

### その他
- ミステリーホラー短編集テレビドラマ 眠れなくなる夜Vol.4（2020年、ナレーション[94]）
- 月刊ホビージャパン読者参加企画『Cheer球部!』（2022年、白波瀬みらん[95]）
- キャストウォッチ内ドラマ「死神ちゃん」（2023年、ナレーション[96]）
- ボイスコミック「スプライト[注 2]」（2023年[97]）
- 家政夫のミタゾノ（2023年、第6シーズン第3話の劇中歌『私は絶叫！』を歌唱）
- 『リンカイ！』Project（2023年 - 、久留米美虹[98]）

## ディスコグラフィ

### シングル
|            | 発売日            | タイトル                                 | 規格品番  | 規格品番                                                    | 規格品番         | 規格品番   | 最高位 |
| 初回限定盤 | 発売日            | タイトル                                 | 通常盤    | アーティスト盤                                              | アニメ盤         |            | 最高位 |
| Rico       | Rico              | Rico                                     | Rico      | Rico                                                        | Rico             | Rico       | Rico   |
| ---------- | ----------------- | ---------------------------------------- | --------- | ----------------------------------------------------------- | ---------------- | ---------- | ------ |
| 1st        | 2014年7月23日     | Come & Get It!!                          |           | TECI-347                                                    |                  |            | 160位  |
| 2nd        | 2015年1月21日     | Quick City                               | TECI-356  | TECI-357                                                    |                  |            | 圏外   |
| 佐々木李子 |                   |                                          |           |                                                             |                  |            |        |
| 1st        | 2016年6月22日     | カサブタ/想いのかけら/ドリームクライマー | VIZL-975  | VICL-37173                                                  |                  | VICL-37174 | 圏外   |
| 2nd        | 2017年6月21日     | Recollections                            | VIZL-1187 | VICL-37291                                                  |                  |            | 圏外   |
| 3rd        | 2018年2月21日     | 明日への風                               | VIZL-1337 | VICL-37372                                                  |                  |            | 165位  |
| コラボ     | 2019年1月9日      | 紡ロジック Music Selection               |           | AKCY-58067 (TYPE-A) AKCY-58068 (TYPE-B) AKCY-58069 (TYPE-C) |                  |            | 68位   |
| 4th        | 2019年11月20日    | カーテンコールを揺らして                 |           |                                                             |                  | USSW-0218  | 198位  |
| 5th        | 2020年2月26日     | Play the world                           |           | USSW-0242                                                   |                  | USSW-0241  | 39位   |
| 6th        | 2020年11月10日    | スタート！                               |           |                                                             |                  | AKCY-58073 | 101位  |
| 7th        | 2024年5月22日     | Windshifter                              |           |                                                             | LACM-24536（BD） | LACM-24537 | 31位   |
| 8th        | 2025年2月26日     | Palette Days                             |           |                                                             | LACM-24654（BD） | LACM-24655 | 37位   |
| 9th        | 2025年8月27日予定 | Majestic Catastrophe                     |           |                                                             | LACM-24740（BD） | LACM-24741 |        |

### 配信限定
|        | 発売日         | タイトル                       |
| ------ | -------------- | ------------------------------ |
| 1st    | 2016年11月30日 | STARLY NIGHTS                  |
| 2nd    | 2018年2月21日  | 酩酊                           |
| 3rd    | 2018年4月4日   | Imperfect                      |
| 4th    | 2018年10月31日 | When I...（ゲームver.）        |
| 5th    | 2018年12月26日 | realization（ゲームver.）      |
| 6th    | 2018年12月26日 | Departure                      |
| コラボ | 2021年2月19日  | 四ツ目神 Music Selection       |
| 7th    | 2021年7月19日  | なめこのうた（10周年記念ver.） |
| 8th    | 2022年12月21日 | 酩酊 Special Ver.              |

### アルバム
|            | 発売日         | タイトル                 | 規格品番  | 規格品番       | 規格品番                                       | 最高位 |
| 初回限定盤 | 発売日         | タイトル                 | 通常盤    | アーティスト盤 |                                                | 最高位 |
| ---------- | -------------- | ------------------------ | --------- | -------------- | ---------------------------------------------- | ------ |
| 1st        | 2018年8月22日  | 瞼の裏に映るもの         | VIZL-1408 | VICL-65032     |                                                | 205位  |
| ミニ1st    | 2019年11月20日 | カーテンコールを揺らして |           |                | USSW-0217（DVD）                               | 279位  |
| ミニ2nd    | 2020年11月10日 | スタート！               |           |                | AKCY-58074/B（DVD） AKCY-58075（フォトブック） | 108位  |
| ミニ3rd    | 2023年4月19日  | 暁                       |           | STOR-0001      |                                                | 78位   |
| ミニ4th    | 2023年4月19日  | 宵                       |           | STOR-0002      |                                                | 79位   |

### タイアップ
| 楽曲                           | タイアップ | 時期   |
| ------------------------------ | --- | ------ |
| Come & Get It!!                | テレビ番組『J-エンタ』7月度エンディングテーマ 『AIR-G'』2014年7月パワープレイ楽曲 | 2014年 |
| フレンズ!フレンズ!             | テレビアニメ『団地ともお』エンディングテーマ | 2014年 |
| Quick City                     | 音楽番組『musicる TV』1月度エンディングテーマ | 2015年 |
| 想いのかけら                   | テレビアニメ『想いのかけら』エンディングテーマ ABSラジオ『くるくる音タイム』6月度パワープレイ | 2016年 |
| ドリームクライマー             | テレビアニメ『美少女遊戯ユニット クレーンゲール』オープニングテーマ | 2016年 |
| カサブタ                       | 音楽番組『musicる TV』6月度エンディングテーマ Web情報番組『原宿AbemaNews』エンディングテーマ 『エフエム秋田』6月度MONTHLY SELECTION テレビ番組『とくもり!』6月度エンディングテーマ YBS山梨放送『Oh! My Hits!』6月度オススメ楽曲      | 2016年 |
| STARLY NIGHTS                  | ゲーム『STARLY GIRLS ‐Episode Starsia-』主題歌 | 2016年 |
| Recollections                  | テレビドラマ『怪獣倶楽部〜空想特撮青春記〜』主題歌 | 2017年 |
| 百日の花                       | テレビアニメ『クリオネの灯り』挿入歌 | 2017年 |
| Change the Future!             | ゲーム『塔亰Clanpool』オープニングテーマ | 2017年 |
| 寄り道                         | ゲーム『塔亰Clanpool』エンディングテーマ | 2017年 |
| 酩酊                           | ゲーム『誰ソ彼ホテル』挿入歌 | 2017年 |
| 明日への風                     | テレビアニメ『デュエル・マスターズ』エンディングテーマ エフエム岩手『POSH』2月度エンディングテーマ IBC岩手放送『松原友希のアフタースクールらじお』2月度エンディングテーマ IBC岩手放送『ミッドナイトシャッフル』2月度パワープレイ楽曲 | 2018年 |
| Fly High                       | テレビ番組『ワールドプロレスリング』2・3月度ファインティングミュージック | 2018年 |
| Imperfect                      | ゲーム『ドールズオーダー』バトルソング | 2018年 |
| FLAMING                        | ゲーム『真紅の焔 真田忍法帳』オープニングテーマ | 2018年 |
| ユメノアト                     | ゲーム『真紅の焔 真田忍法帳』エンディングテーマ | 2018年 |
| 今宵、永遠の誓いを             | ゲーム『真紅の焔 真田忍法帳』挿入歌 | 2018年 |
| tell you,tell me               | テレビアニメ『邪神ちゃんドロップキック』挿入歌 | 2018年 |
| ミライドライブ                 | テレビアニメ『邪神ちゃんドロップキック』挿入歌 | 2018年 |
| When I...                      | ゲーム『竜星のヴァルニール』オープニングテーマ | 2018年 |
| トーラス                       | ゲーム『竜星のヴァルニール』エンディングテーマ | 2018年 |
| realization                    | ゲーム『Deep One-ディープワン-』主題歌 | 2018年 |
| Blooming!                      | ゲーム『紡ロジック』オープニングテーマ | 2018年 |
| Knock Out!                     | ゲーム『紡ロジック』挿入歌 | 2018年 |
| Freedom                        | ゲーム『紡ロジック』アナザーテーマソング | 2018年 |
| Good bye,Liar                  | ゲーム『紡ロジック』エンディングテーマ | 2018年 |
| Departure                      | ゲーム『√Letter ルートレター Last Answer』主題歌 | 2018年 |
| Knot Alone                     | ゲーム『ドールズオーダー』1周年アニバーサリーバトルソング | 2019年 |
| カーテンコールを揺らして       | テレビアニメ『デュエル・マスターズ!!』エンディングテーマ | 2019年 |
| Play the world                 | テレビアニメ『痛いのは嫌なので防御力に極振りしたいと思います。』エンディングテーマ | 2020年 |
| Good Night                     | テレビアニメ『痛いのは嫌なので防御力に極振りしたいと思います。』挿入歌 | 2020年 |
| GALAXYZ                        | ゲーム『GALAXYZ』挿入歌 | 2020年 |
| Histoire du Rêve               | ゲーム『幻想マネージュ』オープニングテーマ | 2020年 |
| スタート！                     | テレビアニメ『デュエル・マスターズ キング』エンディングテーマ | 2020年 |
| 重ね合わせの猫箱               | ゲーム『うみねこのなく頃に咲 〜猫箱と夢想の交響曲〜』主題歌 | 2021年 |
| Under the Flag                 | 女子プロレス共闘組織『Women's Pro-Wrestling Assemble』応援ソング | 2021年 |
| Cocoon                         | ゲーム『メンヘラフレシア フラワリングアビス』主題歌 | 2021年 |
| 神匿 -カミカクシ-              | ゲーム『四ツ目神 -再会-』オープニングテーマ | 2021年 |
| 夢の続き                       | ゲーム『四ツ目神 -再会-』エンディングテーマ | 2021年 |
| AMAYADORI                      | ゲーム『あまやどり』主題歌 | 2021年 |
| AMAYADORI                      | テレビ番組『Do〜んな天気』2023年4月度テーマ | 2023年 |
| 鬱くしき世界                   | ゲーム『うつろにっき』主題歌 | 2021年 |
| なめこのうた（10周年記念ver.） | ゲーム『おさわり探偵 なめこ栽培キット』10周年記念ソング | 2021年 |
| HOPE                           | ゲーム『ドラゴンポーカー』挿入歌 | 2021年 |
| 酩酊 Special Var.              | ゲーム『誰ソ彼ホテル Re:newal』挿入歌 | 2022年 |
| アトモスフィア                 | ゲーム『オーバーナイトティ』主題歌 | 2022年 |
| Psycho                         | ゲーム『サイコロサイコ-セブンスヘブン-』主題歌 | 2022年 |
| NaNaNa FRIENDS                 | WEB番組『A-LIFE』主題歌 | 2023年 |
| Let’s GAME!!                   | テレビ番組『ゆるe〜学園』テーマソング | 2023年 |
| スプライト                     | 漫画『スプライト』テーマソング | 2023年 |
| 5:55                           | テレビ番組『musicる TV』5月度エンディングテーマ | 2023年 |
| Windshifter                    | テレビアニメ『リンカイ!』オープニングテーマ テレビ番組『モーニングこんぱす』5月度エンディングテーマ | 2024年 |
| フタリノセカイ                 | 音楽番組『musicる TV』5月度オープニングテーマ | 2024年 |
| Palette Days                   | テレビアニメ『日本へようこそエルフさん。』オープニングテーマ | 2025年 |
| Daydreamin’                    | khbスーパーベースボール『東北楽天ゴールデンイーグルス戦』中継テーマソング | 2025年 |
| Majestic Catastrophe           | テレビアニメ『異世界黙示録マイノグーラ〜破滅の文明で始める世界征服〜』オープニングテーマ | 2025年 |

### 歌手参加作品
| 発売日         | 商品名                                                                        | 歌 | 楽曲                                                                       | 備考                                                                        |
| -------------- | ----------------------------------------------------------------------------- | --- | -------------------------------------------------------------------------- | --------------------------------------------------------------------------- |
| 時期不明       | ミュージカル『アニー』2009年度公演CD                                          | 佐々木李子 | 「メイビー」                                                               | ミュージカル『アニー』関連曲                                                |
| 時期不明       | ミュージカル『アニー』2009年度公演CD                                          | 飯塚萌木、佐々木李子 | 「トゥモロー」                                                             | ミュージカル『アニー』関連曲                                                |
| 2013年11月6日  | ゆるくないうたコレクション〜ご当地キャラクター・ソングス〜                    | 佐々木李子 | 「ぼくはニャッパゲ」                                                       |                                                                             |
| 2014年7月23日  | LINDBERG TRIBUTE 〜みんなのリンドバーグ〜                                     | Rico | 「every little thing every precious thing」                                |                                                                             |
| 2018年6月27日  | 恋花恋慕                                                                      | Re-connect（佐々木李子、Kyoco） | 「恋花恋慕」                                                               | テレビアニメ『TO BE HEROINE』エンディングテーマ                             |
| 2018年6月27日  | 恋花恋慕                                                                      | Re-connect（佐々木李子、Kyoco） | 「Checkmate〜飴とムチを添えて〜」                                          | テレビ番組『テイバン・タイムズ』7月度エンディングテーマ                     |
| 2022年7月20日  | デリシャスパーティ♡プリキュア ボーカルアルバム 〜Welcome to Delicious Party〜 | 佐々木李子・Machico・吉武千颯 | 「Welcome to Delicious Party」                                             | テレビアニメ『デリシャスパーティ♡プリキュア』関連曲                         |
| 2022年7月20日  | デリシャスパーティ♡プリキュア ボーカルアルバム 〜Welcome to Delicious Party〜 | 佐々木李子 | 「Welcome to Delicious Party 〜Remix for Rico Sasaki〜」                   | テレビアニメ『デリシャスパーティ♡プリキュア』関連曲                         |
| 2022年8月24日  | ココロデリシャス                                                              | 佐々木李子 | 「ココロデリシャス」                                                       | テレビアニメ『デリシャスパーティ♡プリキュア』後期エンディングテーマ         |
| 2023年11月29日 | プリキュア ボーカルベストBOX 2018-2023                                        | 池田彩、石井あみ、礒部花凜、うちやえゆか、北川理恵、工藤真由、黒沢ともよ、五條真由美、駒形友梨、佐々木李子、林ももこ、仲谷明香、後本萌葉、Machico、宮本佳那子、茂家瑞季、吉田仁美、吉武千颯 | 「DANZEN!ふたりはプリキュア 〜20th Anniversary〜 Precure Singers Edition」 | テレビアニメ『プリキュアシリーズ』関連曲                                    |
| 2023年11月29日 | プリキュア ボーカルベストBOX 2018-2023                                        | 池田彩、石井あみ、礒部花凜、うちやえゆか、北川理恵、工藤真由、黒沢ともよ、五條真由美、駒形友梨、佐々木李子、林ももこ、仲谷明香、後本萌葉、Machico、宮本佳那子、茂家瑞季、吉田仁美、吉武千颯 | 「シェアして！プリキュア 〜20th Anniversary〜 Precure Singers Edition      | テレビアニメ『プリキュアシリーズ』関連曲                                    |
| 2024年10月2日  | レスレリアーナのアトリエ 〜忘れられた錬金術と極夜の解放者〜 Vocal Album       | 佐々木李子 | 「星が繋ぐ道」 「over the tears」                                          | ゲーム『レスレリアーナのアトリエ 〜忘れられた錬金術と極夜の解放者〜』挿入歌 |

### キャラクターソング
| 発売日         | 商品名 | 歌 | 楽曲                                                                                              | 備考                                                                            |
| -------------- | --- | --- | ------------------------------------------------------------------------------------------------- | ------------------------------------------------------------------------------- |
| 2016年6月22日  | カサブタ/想いのかけら/ドリームクライマー アニメ盤 | みらい（原奈津子）、彩日花（徳井青空）、響子（佐々木李子） | 「おまかせクレーンゲール」                                                                        | テレビアニメ『美少女遊戯ユニット クレーンゲール』エンディングテーマ             |
| 2016年11月16日 | 絶対的晴天青空 | 宇宙防衛隊 | 「Galaxy Party 〜宇宙の真ん中でパーティーしよう！」                                               | テレビアニメ『美少女遊戯ユニット クレーンゲールギャラクシー』オープニングテーマ |
| 2018年7月25日  | あの娘にドロップキック 〜邪教徒の祈りdeathの〜 | 邪神★ガールズ | 「あの娘にドロップキック」                                                                        | テレビアニメ『邪神ちゃんドロップキック』オープニングテーマ                      |
| 2018年7月25日  | あの娘にドロップキック 〜邪教徒の祈りdeathの〜 | ぽぽろん（佐々木李子） | 「キラッと下克上☆」                                                                               | テレビアニメ『邪神ちゃんドロップキック』関連曲                                  |
| 2019年6月25日  | フォーリンポップ | フォーリンポップ | 「Fallen POP」 「Fallen Stars」                                                                   | テレビアニメ『邪神ちゃんドロップキック』関連曲                                  |
| 2019年11月13日 | キラッとプリ☆チャン♪ソングコレクション 〜リングマリィ・だいあ チャンネル〜                                                                                | だいあ（佐々木李子） | 「フレンドパスワード」                                                                            | テレビアニメ『キラッとプリ☆チャン』挿入歌                                       |
| 2020年6月24日  | キラッとプリ☆チャン♪ミュージックコレクション Season.2 | だいあ（佐々木李子） | 「フレンドパスワード 〜Another World〜」                                                          | テレビアニメ『キラッとプリ☆チャン』挿入歌                                       |
| 2020年6月24日  | キラッとプリ☆チャン♪ミュージックコレクション Season.2 | 桃山みらい（林鼓子）、虹ノ咲だいあ（佐々木李子） | 「MEMORIES FOR FUTURE」                                                                           | テレビアニメ『キラッとプリ☆チャン』挿入歌                                       |
| 2020年6月24日  | キラッとプリ☆チャン♪ミュージックコレクション Season.2 | オール☆ジュエルアイドルズ | 「ダイヤモンドスマイル」                                                                          | テレビアニメ『キラッとプリ☆チャン』挿入歌                                       |
| 2020年12月25日 | 幕末Rock虚魂 ドラマCD 第1幕・第2幕連動購入特典超絶特典CD「黄泉歌聖」                                                                                      | 黄泉歌聖 | 「Into The Afterworld」                                                                           | ドラマCD『幕末Rock虚魂』関連曲                                                  |
| 2021年6月23日  | キラッとプリ☆チャン♪ソングコレクション 〜 from PRI☆CHAN LAND 〜                                                                                           | Wだいあ［虹ノ咲だいあ&だいあ（佐々木李子）］ | 「MEMORIES FOR FUTURE -Ray-」                                                                     | テレビアニメ『キラッとプリ☆チャン』挿入歌                                       |
| 2021年8月25日  | 星の旅人/シナヤカナミライ/薔薇と私 | 杉本紗和（上坂すみれ）、山田彩子（佐々木李子） | 「シナヤカナミライ」                                                                              | テレビアニメ『かげきしょうじょ!!』エンディングテーマ                            |
| 2021年9月29日  | かげきしょうじょ!! 音楽集 | 渡辺さらさ（千本木彩花）、奈良田愛（花守ゆみり）、杉本紗和（上坂すみれ）、星野薫（大地葉）、山田彩子（佐々木李子）、沢田千夏（松田利冴）、沢田千秋（松田颯水） | 「桜吹雪舞うなかに」                                                                              | テレビアニメ『かげきしょうじょ!!』関連曲                                        |
| 2021年9月29日  | かげきしょうじょ!! 音楽集 | 山田彩子（佐々木李子） | 「桜吹雪舞うなかに」                                                                              | テレビアニメ『かげきしょうじょ!!』関連曲                                        |
| 2021年9月29日  | かげきしょうじょ!! 音楽集 | 「My Sunset」 「試練の時」 | テレビアニメ『かげきしょうじょ!!』挿入歌                                                          |                                                                                 |
| 2022年3月30日  | Cheer球部！トップオブダイヤモンド 2nd Battle CD「薄紅のカノン / アーティスティック☆ドリーマー」                                                           | 水陸VENUS | 「アーティスティック☆ドリーマー」                                                                 | 『Cheer球部!』関連曲                                                            |
| 2023年5月24日  | ワナビスタ！/トゥ・オブ・アス | 鳳ここな（石見舞菜香）、静香（長谷川育美）、カトリナ・グリーベル（天城サリー）、新妻八恵（長縄まりあ）、柳場ぱんだ（大空直美）、流石知冴（佐々木李子） | 「ワナビスタ！」                                                                                  | テレビアニメ『ワールドダイスター』オープニングテーマ                            |
| 2023年6月28日  | TVアニメ『ワールドダイスター』劇中歌アルバム | 柳場ぱんだ（大空直美）、流石知冴（佐々木李子） | 「名もなき恋人よ」                                                                                | テレビアニメ『ワールドダイスター』エンディングテーマ                            |
| 2023年6月30日  | Here, the world! | sumimi | 「Here, the world!」                                                                              | テレビアニメ『BanG Dream! It's MyGO!!!!!』挿入歌                                |
| 2023年11月13日 | 夢のステラリウム | 鳳ここな（石見舞菜香）、静香（長谷川育美）、カトリナ・グリーベル（天城サリー）、新妻八恵（長縄まりあ）、柳場ぱんだ（大空直美）、流石知冴（佐々木李子）、千寿暦（鳥部万里子）、ラモーナ・ウォルフ（田中美海）、王雪（花井美春）、リリヤ・クルトベイ（安齋由香里）、与那国緋花里（下地紫野）、千寿いろは（岡咲美保）、白丸美兎（近藤玲奈）、阿岐留カミラ（若井友希）、猫足蕾（芹澤優）、本巣叶羽（赤尾ひかる）、連尺野初魅（葵井歌菜）、烏森大黒（Lynn）、舎人仁花子（斉藤朱夏）、萬容（山村響）、筆島しぐれ（吉岡麻耶） | 「夢のステラリウム」                                                                              | ゲーム『ワールドダイスター 夢のステラリウム』関連曲                             |
| 2023年11月30日 | 燦爛たる黄金律（スペクトラルシアター） | ルクシア（佐々木李子） | 「気高き暁光（シャムス）」 「炎昼さる瞳」 「星天の讃歌（アーチ）」 「境界なき神話（エピソード）」 | ゲーム『蒼き雷霆 ガンヴォルト 鎖環（ギブス）』挿入歌                            |
| 2024年2月28日  | Whiteout | OFF White | 「Whiteout」                                                                                      | ゲーム『Tokyo 7th シスターズ』関連曲                                            |
| 2024年6月26日  | 白昼夢 | OFF White | 「白昼夢」                                                                                        | ゲーム『Tokyo 7th シスターズ』関連曲                                            |
| 2024年6月26日  | ゲームアプリ『ワールドダイスター 夢のステラリウム』Vocal Album Vol.4「シリウスの輝きのように」                                                            | 鳳ここな（石見舞菜香）、静香（長谷川育美）、カトリナ・グリーベル（天城サリー）、新妻八恵（長縄まりあ）、柳場ぱんだ（大空直美）、流石知冴（佐々木李子） | 「シリウスの輝きのように」 「夢のステラリウム」                                                   | ゲーム『ワールドダイスター 夢のステラリウム』関連曲                             |
| 2024年6月26日  | ゲームアプリ『ワールドダイスター 夢のステラリウム』Vocal Album Vol.4「シリウスの輝きのように」                                                            | 柊望有（森なな子）、流石知冴（佐々木李子） | 「幾億の星の空で」                                                                                | ゲーム『ワールドダイスター 夢のステラリウム』関連曲                             |
| 2024年6月26日  | ゲームアプリ『ワールドダイスター 夢のステラリウム』Vocal Album Vol.4「シリウスの輝きのように」                                                            | 流石知冴（佐々木李子） | 「Rolling Stone」                                                                                 | ゲーム『ワールドダイスター 夢のステラリウム』関連曲                             |
| 2024年6月26日  | 命題と偶像 | 刃シキ（春川友紀、佐々木李子） | 「Invisible Shine」                                                                               | ゲーム『De:Lithe Last Memories』関連曲                                          |
| 2024年8月3日   | DIVE TO YOUR SKY!! | OFF White | 「Leukothea」                                                                                     | ゲーム『Tokyo 7th シスターズ』関連曲                                            |
| 2025年1月26日  | Worlds Dye Star | シリウス、銀河座、Eden、劇団電姫 | 「Worlds Dye Star」                                                                               | ゲーム『ワールドダイスター 夢のステラリウム』関連曲                             |
| 2025年3月5日   | ゲームアプリ『ワールドダイスター 夢のステラリウム』VocalAlbum Vol.5「シリウスの輝きのように Act-2」                                                       | 流石知冴（佐々木李子） | 「To B-eat, or not to B-eat!」 「踊る魔法に観る魔法」                                             | ゲーム『ワールドダイスター 夢のステラリウム』関連曲                             |
| 2025年3月5日   | ゲームアプリ『ワールドダイスター 夢のステラリウム』VocalAlbum Vol.5「シリウスの輝きのように Act-2」                                                       | 柳場ぱんだ（大空直美）、流石知冴（佐々木李子） | 「いこうよ！ネバーランドへ」                                                                      | ゲーム『ワールドダイスター 夢のステラリウム』関連曲                             |
| 2025年3月5日   | ゲームアプリ『ワールドダイスター 夢のステラリウム』VocalAlbum Vol.5「シリウスの輝きのように Act-2」                                                       | 鳳ここな（石見舞菜香）、静香（長谷川育美）、カトリナ・グリーベル（天城サリー）、新妻八恵（長縄まりあ）、柳場ぱんだ（大空直美）、流石知冴（佐々木李子） | 「Worlds Dye Star」                                                                               | ゲーム『ワールドダイスター 夢のステラリウム』関連曲                             |
| 2025年7月24日  | 蒼き雷霆 ガンヴォルト トライアングルエディション 10周年記念（テンスバーサリー）コンプリートBOX同梱CD「蒼き雷霆 ガンヴォルト ボーナスソングコレクション 」 | ルクシア（佐々木李子） | 「蜃気炎（アフサーナ）」                                                                          | ゲーム『GUNVOLT RECORDS 電子軌録律（サイクロニクル）』挿入歌                    |

## ライブ・イベント

### ワンマンライブ
| 出演日                 | タイトル                                              | 会場                         |
| ---------------------- | ----------------------------------------------------- | ---------------------------- |
| 2019年5月25日          | 佐々木李子 1stワンマンライブ 〜RicoRium〜             | 秋葉原CLUB GOODMAN（東京都） |
| 2019年11月10日         | 佐々木李子バースデーライブ「2icoRium 〜自分爆誕〜」   | 秋葉原CLUB GOODMAN（東京都） |
| 2020年1月13日          | 佐々木李子 2nd Oneman RicoRium 〜ただ、君に歌いたい〜 | Shibuya WWW（東京都）        |
| 2020年7月25日          | 佐々木李子 RicoRium 〜君と私の居場所〜                | 秋葉原CLUB GOODMAN（東京都） |
| 2020年12月20日         | 佐々木李子 4th Oneman RicoRium 〜合言葉はスタート〜   | SHINJYUKU BLAZE（東京都）    |
| 2021年6月27日          | 佐々木李子 Oneman Live 〜ピアノリウム〜               | 六本木BIRDLAND（東京都）     |
| 2021年12月25日         | 佐々木李子 OnemanLive RicoRium 〜君と過ごすX'mas〜    | Shibuya WWW X（東京都）      |
| 2022年4月24日          | 佐々木李子 Rock！Only Live 〜BREAK!!〜                | Shibuya WWW X（東京都）      |
| 2022年8月7日           | 佐々木李子 Summer Live 〜Breakthrough!!〜             | Shibuya WWW X（東京都）      |
| 2023年7月1日           | 佐々木李子 Oneman Live 「暁の空、宵の空」             | 新宿ReNY（東京都）           |
| 2025年5月3日           | 佐々木李子ワンマンライブ『I'm RICO.』                 | 代官山UNIT（東京都）         |
| 2025年12月27日〈予定〉 | 佐々木李子ワンマンライブ「RE;VERSI」                  | KT Zepp Yokohama（神奈川県） |

### 合同ライブ
| 出演日              | タイトル                                         | 会場               |
| ------------------- | ------------------------------------------------ | ------------------ |
| 2024年1月20日・21日 | 全プリキュア 20th Anniversary LIVE!              | 横浜アリーナ       |
| 2024年8月17日・18日 | Tokyo 7th シスターズ LIVE 「DIVE TO YOUR SKY!!」 | 幕張イベントホール |
| 2025年7月6日        | リスパレ!LIVE vol.3 (DAY2)                       | なんばHatch        |

### ストーリーライブ
物語の朗読とライブ演奏を組み合わせた「ストーリーライブ」に出演している。
| 出演日         | タイトル                                       | 会場                              | 備考                                                                        |
| -------------- | ---------------------------------------------- | --------------------------------- | --------------------------------------------------------------------------- |
| 2018年4月29日  | Re-connect 〜泡になった人魚姫〜                | Shibuya O-Crest（東京都）         | ゲスト：桃河りか、Kyoco、白井悠介（声のみ）                                 |
| 2018年5月31日  | Re-connect 〜泡になった人魚姫〜（再演）        | Shibuya O-Crest（東京都）         | ゲスト：桃河りか、Kyoco、白井悠介（声のみ）                                 |
| 2018年8月12日  | SynapstoRy 〜月から降りたかぐや姫〜            | Shibuya O-Crest（東京都）         | ゲスト：Kyoco、大塚剛央（声のみ）                                           |
| 2018年10月21日 | SynapstoRy 〜ダリアと二人の赤ずきん〜          | Shibuya O-Crest（東京都）         | ゲスト：折原秋良、Kyoco                                                     |
| 2019年1月14日  | SynapstoRy 〜月から降りたかぐや姫〜（再演）    | 代官山LOOP（東京都）              | ゲスト：大塚剛央（声のみ）                                                  |
| 2019年1月14日  | SynapstoRy 〜ダリアと二人の赤ずきん〜（再演）  | 代官山LOOP（東京都）              | ゲスト：折原秋良、えみい                                                    |
| 2019年3月16日  | SynapstoRy 〜魔女と呼ばれたジャンヌダルク〜    | 代官山LOOP（東京都）              | ゲスト：折原秋良、馬場惇平                                                  |
| 2019年6月22日  | SynapstoRy 〜魔女と呼ばれたジャンヌダルクRE:〜 | 秋葉原CLUB GOODMAN（東京都）      | ゲスト：折原秋良、馬場惇平                                                  |
| 2019年7月15日  | SynapstoRy 〜世界でいちばんの白雪姫〜          | 秋葉原CLUB GOODMAN（東京都）      | 昼夜2公演。ゲスト：桃河りか、木暮晃石                                       |
| 2019年8月24日  | SynapstoRy 〜完璧になりたいピノキオ〜          | 秋葉原CLUB GOODMAN（東京都）      | ゲスト：小坂井祐莉絵、酒井広大（声のみ）                                    |
| 2019年9月14日  | SynapstoRy 〜ピーターパンの夢の中〜            | 秋葉原CLUB GOODMAN（東京都）      | ゲスト：小坂井祐莉絵、酒井広大（声のみ）                                    |
| 2019年9月14日  | DarkestoRy 〜マリスの晩餐〜                    | 秋葉原CLUB GOODMAN（東京都）      | 出演：DarkestoRy（木暮晃石、折原秋良、馬場惇平、有隅融） ゲスト：佐々木李子 |
| 2019年11月9日  | DarkestoRy 〜マリスの晩餐〜（再演）            | shibuya eggman（東京都）          | 出演：DarkestoRy（木暮晃石、折原秋良、馬場惇平、有隅融） ゲスト：佐々木李子 |
| 2019年12月21日 | DarkestoRy 〜マリスの晩餐〜（再演）            | 秋葉原CLUB GOODMAN（東京都）      | 出演：DarkestoRy（木暮晃石、折原秋良、馬場惇平、有隅融） ゲスト：佐々木李子 |
| 2020年1月4日   | SynapstoRy 〜完璧になりたいピノキオ〜（再演）  | 秋葉原CLUB GOODMAN（東京都）      | 昼夜2公演。ゲスト：酒井広大、小坂井祐莉絵                                   |
| 2020年2月15日  | SynapstoRy 〜月から降りたかぐや姫〜            | 秋葉原CLUB GOODMAN（東京都）      | ゲスト：木暮晃石                                                            |
| 2021年8月29日  | SynapstoRy 〜完璧になりたかったピノキオ〜      | 神田明神ホール（東京都）          | 昼夜2公演。ゲスト：林鼓子、酒井広大                                         |
| 2021年10月3日  | SynapstoRy 〜魔女と呼ばれたジャンヌダルク〜    | 品川 ザ・グランドホール（東京都） | 昼夜2公演。ゲスト：若井友希、林鼓子                                         |
| 2022年2月20日  | SynapstoRy 〜荊姫〜                            | 神田明神ホール（東京都）          | 昼夜2公演。ゲスト：林鼓子、大地葉                                           |
| 2022年6月26日  | SynapstoRy 〜荊姫〜                            | Club eX（東京都） - 公演中止      | 昼夜2公演。ゲスト：林鼓子、大地葉                                           |
| 2022年10月1日  | SynapstoRy 〜荊姫〜                            | CBGKシブゲキ‼（東京都）           | 昼夜2公演。ゲスト：林鼓子、酒井広大                                         |